# Goldwidows: Women in Lesotho
Pour plus de détails, voir Fiche technique et Distribution.
Goldwidows: Women in Lesotho est un film documentaire sud-africain réalisé par Don Edkins en 1990. Il est consacré aux conditions de vie des femmes des mineurs basotho travaillant au Lesotho. Le même réalisateur a ensuite consacré un autre documentaire à la vie de ces mineurs en Afrique du Sud (The Color of Gold).

## Synopsis
Les Basotho sont un peuple vivant au Lesotho et en Afrique du Sud. Dans les années 1990, beaucoup d'hommes basotho partent travailler dans les mines sud-africaines tandis que l'apartheid interdit à leurs familles d'entrer en Afrique du Sud. En l'absence de leurs maris, les femmes doivent vivre comme de quasi veuves. Le documentaire suit les parcours personnels de quatre femmes basotho.

## Fiche technique
- Titre : Goldwidows: Women in Lesotho
- Réalisation : Don Edkins
- Pays :  Afrique du Sud
- Langue : anglais
- Format : couleur
- Durée : 52 minutes
- Date de sortie : 1990

## Distinctions
En 1991, le film a été primé au Festival du film de Leipzig et au Festival du film de Melbourne